# Visinge
Visinge är ett småhusområde i kommundelen Broby, Täby kommun.
I Visinge finns det bland annat ungefär 150 parhus, ett hundratal fristående villor och två förskolor. 82 av bostäderna ingår i Bostadsrättsföreningen Visinge 

## Kollektivtrafik
Området trafikförsörjs huvudsakligen genom Visinge station på Roslagsbanan. I samband med utbyggnad av bostadsområdet på 1980-talet anlades också en mötesstation på den då enkelspåriga delen av Roslagsbanans Kårstagren. Den togs i bruk i november 1986. Den 12 januari 2015 öppnades dubbelspår på sträckan från Visinge till Täby kyrkby och i maj samma år vann detaljplanen för dubbelspår söderut från Visinge till Tibble laga kraft . Detta byggdes under år 2017 och banan var avstängd mellan 7 januari och 20 augusti detta år.
Antalet påstigande en genomsnittlig vintervardag (2018) är cirka 500.